# Молоковка (Чита)
Молоковка — бальнеологический курорт в таёжной зоне Забайкальского края России. Отдалённый микрорайон города Читы, относится к Ингодинскому внутригородскому району.
Посёлок-курорт географически располагается в Читинском районе, но административно-территориально подведомственен областному (краевому) и районному центру — городу Чите. 
До 2015 года учитывался как отдельный сельский населённый пункт (посёлок) в составе городского округа города Читы. Исключён из перечня населённых пунктов городского округа Законом Забайкальского края от 31 марта 2015 года.

## География
Расположен в 20 км к югу (юго-юго-востоку) от Читы (сообщение автотранспортом).
Курорт расположен в Забайкалье, в долине р. Молоковка (приток Ингоды, бассейн Амура), защищённой от ветров отрогами Черского хребта. В районе курорта — густые смешанные леса с преобладанием сосны и лиственницы.

## Климат
Климат резко континентальный. Зима суровая, с устойчивой ясной погодой; средняя температура января −26 °C. Лето тёплое; средняя температура июля 18 °C. Осадков ок. 350 мм в год, преимущественно летом. Число часов солнечного сияния 2300 в год.

## Население
| 2002 | 2010 | 2011 | 2014 | 2015 |
| ---- | ---- | ---- | ---- | ---- |
| 540  | ↘498 | ↘486 | ↘480 | ↘476 |

## Инфраструктура
Основная сфера занятости местного населения — обслуживание курорта.
В 2005 году в поселке был основан Свято-Успенский мужской монастырь. Монастырь находится на территории построенного в начале 1960-х гг. бывшего пионерского лагеря.
Также во второй половине 2000-х годов (2006—2007) рядом с санаторием был введен в эксплуатацию горнолыжный спуск (горнолыжная трасса) с прилегающей горы (981 м); превышение (перепад высот) составляет ≈160-170 м (на длину спуска 1340 м).

## Курорт
Основной природный лечебный фактор — радоновая (18-70 нКи/л) углекислая (1,1-1,7 г/л) [железистая] гидрокарбонатная магниево-кальциевая вода (минерализация 0,7 г/л), содержащая кремний (0,049 г/л), молибден и мышьяк, pH 5,6, t° 1,0—1,2 °C; Суточный дебит 242 тыс. л. Применяется для ванн, душей, орошений, ингаляций и питьевого лечения больных с заболеваниями органов движения и опоры, пищеварения, сердечно-сосудистой и нервной систем, кожными и гинекологическими болезнями. В качестве лечебно-столовой воды под названием «Молоковка» разливается в бутылки (ок. 1 млн бутылок в год — 1980-е). В окрестностях курорта имеется несколько выходов минеральной воды. Первое описание источников относится к середине XIX в. Функционирует (с 1936 г.) ведомственный военный санаторий (150 мест, ныне 180). Имеется ванное здание с водо- и грязелечебницей, аэросолярий; размечены маршруты терренкура. Наряду с бальнеотерапией применяют грязелечение сульфидными илами (привозят с оз. Угдан, расположенного в 30 км от Молоковского курорта (на севере Читы), а также Арей), климато- и электротерапию, лечебную физкультуру, массаж и др.